# Дністровська лінія
Дністровська лінія — ряд оборонних споруд, зведених урядом Російської імперії наприкінці XVIII століття для захисту створених поселень та міст. Дністровська лінія проходила по берегу річки Дністра на території сучасної України та невизнаної Придністровської Молдавської Республіки. Дністровська лінія починалася біля річки Ягорлик (притока Дністра) та закінчувалася у впадінні Дністра в Чорне море, поблизу Очакова. До складу Дністровської лінії входили такі фортеці, як Тирасполь, Аджидер (Овідіополь), Очаків та Одеса.